# Actinomycetales
Actinomycetales es un orden de las actinobacterias de la clase Actinomycetes. 

## Taxonomía
- Actinomycetaceae Buchanan 1918 (Approved Lists 1980)
- Géneros no asignados:
  - Aquiluna Pitt et al. 2021
  - "Candidatus Flaviluna" Hahn 2009
  - "Candidatus Limnoluna" Hahn 2009
  - "Microstreptospora" Yan et al. 1987
  - "Parvopolyspora" Liu and Lian 1986
  - "Candidatus Planktophila" Jezbera et al. 2009